# 와촌휴게소
와촌휴게소(瓦村休憩所, Wachon Service Area)는 경상북도 경산시 와촌면에 있는 새만금포항고속도로의 고속도로 휴게소이다. 포항 방향에만 휴게소가 존재한다.

## 시설물
- 주차장
- 화장실
- 주유소:EX-OIL
- LPG:S-OIL
- 매점
- 식당
- 현금 자동 입출금기

## 전후
- 도동 분기점→와촌휴게소→청통와촌 나들목
- 고속도로 기점→와촌휴게소→청통휴게소